# Dumbrăvița (Brașov)
Dumbrăvița (veraltet Țânțari oder Țânțariu; deutsch Schnakendorf oder auch Schnackendorf, ungarisch Szunyogszék oder Szunyogszeg) ist eine Gemeinde im Kreis Brașov in der Region Siebenbürgen in Rumänien.

## Geographische Lage

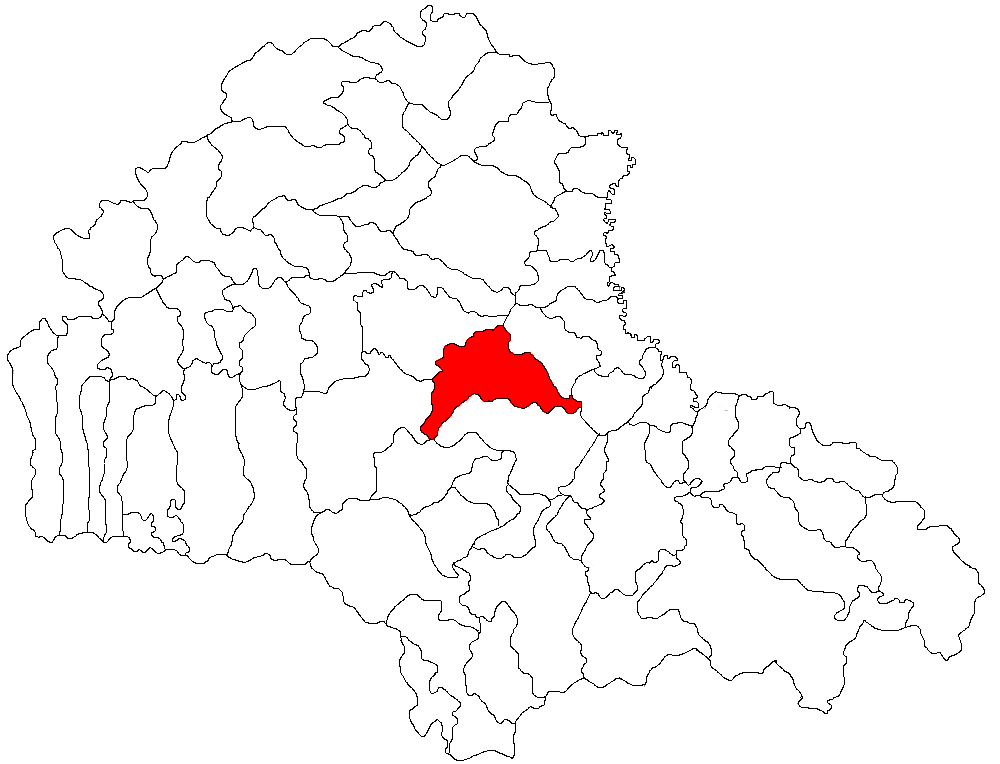
Lage der Gemeinde Dumbrăvița im Kreis Brașov

Die Gemeinde Dumbrăvița liegt südöstlich vom Siebenbürgischen Becken nördlich der Măgura Codlei (Zeidner Berg), im Zentrum des Kreises Brașov. An der Mündung des Valea Caselor-Bach in die Homorod – ein linker Nebenfluss des Olt (Alt) –, an der Kreisstraße (drum județean) DJ 112C und an der Bahnstrecke Brașov–Făgăraș befindet sich Dumbrăvița etwa 10 Kilometer nördlich von Codlea (Zeiden); die Kreishauptstadt Brașov (Kronstadt) befindet sich etwa 25 Kilometer südöstlich entfernt.

## Geschichte
Der Ort Dumbrăvița wurde 1470 urkundlich erwähnt. Ende des 18. Jahrhunderts war der Ort Sitz eines Grenzregiments im ungarischen Königreich.
Im Königreich Ungarn lag die Gemeinde im Stuhlbezirk Törcsvár (heute Bran) im Komitat Fogaras, anschließend im Kreis Făgăraș und ab 1950 im heutigen Kreis Brașov an.
Nach unterschiedlichen Angaben, wurde ab 1960 mit dem Gesetz Nr. 3 von 1960, oder 1965, die ehemalige Bezeichnung des Ortes Țânțari, in die aktuelle Dumbrăvița geändert. 2015 veranlasste der damalige Bürgermeister der Gemeinde eine Umfrage, wobei 90 % der befragten Bewohner für die Rückbenennung des Ortes zustimmen würden.

## Bevölkerung
Bei der Volkszählung 1850 wurden auf dem Areal der Gemeinde Dumbrăvița 2964 Menschen gezählt. In dem von überwiegend rumänischer Bevölkerung lebenden Gemeinde, wurde die höchste Einwohnerzahl (5160) und auch gleichzeitig die der Rumänen (5050) 1977 registriert. Die höchste Einwohnerzahl der Roma (466) wurde 2002, die der Magyaren (60) 1910 und die der Rumäniendeutschen (24) 1890 ermittelt. 2011 lebten in der Gemeinde Dumbrăvița 4624 Menschen. 4294 waren Rumänen, 148 Roma, 18 Magyaren, vier Rumäniendeutsche und restliche machten keine Angaben zu ihrer Ethnie.

## Sehenswürdigkeiten
- Die rumänisch-orthodoxe Kirchen Sf. Nicolae[8] in Dumbrăvița und die Sf. Vasile cel Mare[9] im eingemeindeten Dorf Vlădeni (Wladein).
- In Dumbrăvița die Moara veche („alte Mühle“ in der Gării Str. Nr. 959), 1887 errichtet, steht unter Denkmalschutz.[10]
- Der Complexul piscicol Dumbrăvița, ein fast 420 Hektar großes Naturschutzgebiet mit einem etwa 1,8 km² großen See und mehrere kleinere Teiche entlang der Homorod.[11]
- Ein Heldenfriedhof mit den sowjetischen Kriegsgräbern des Zweiten Weltkrieges an der Europastraße 68 in der Nähe des eingemeindeten Dorfes Vlădeni.(⊙)

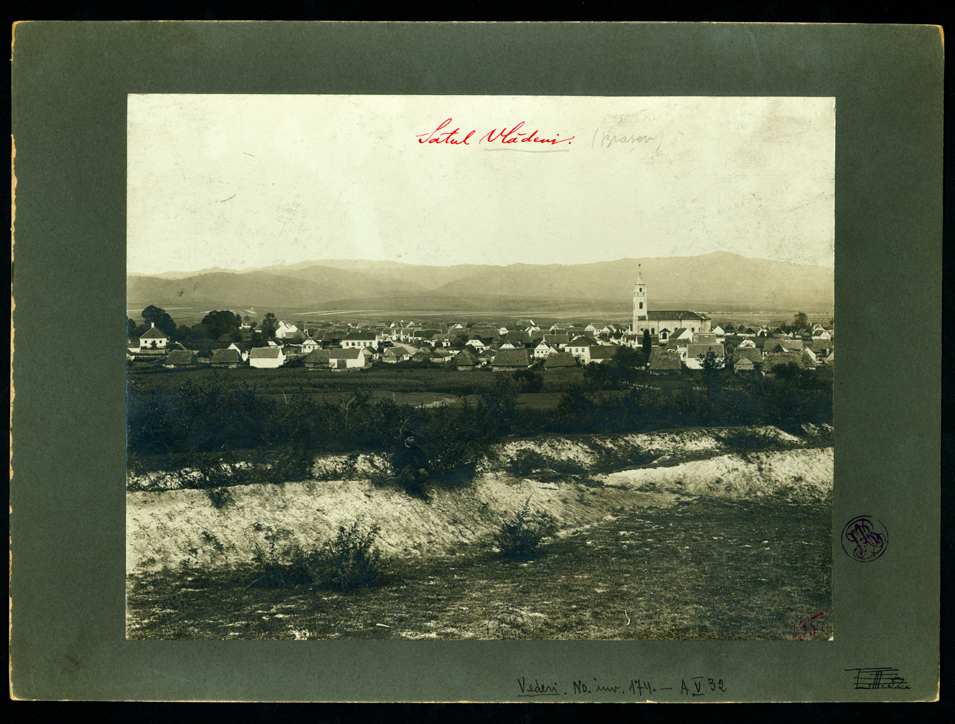
Leopold Adler: Vlădeni, Anfang des 20. Jh.
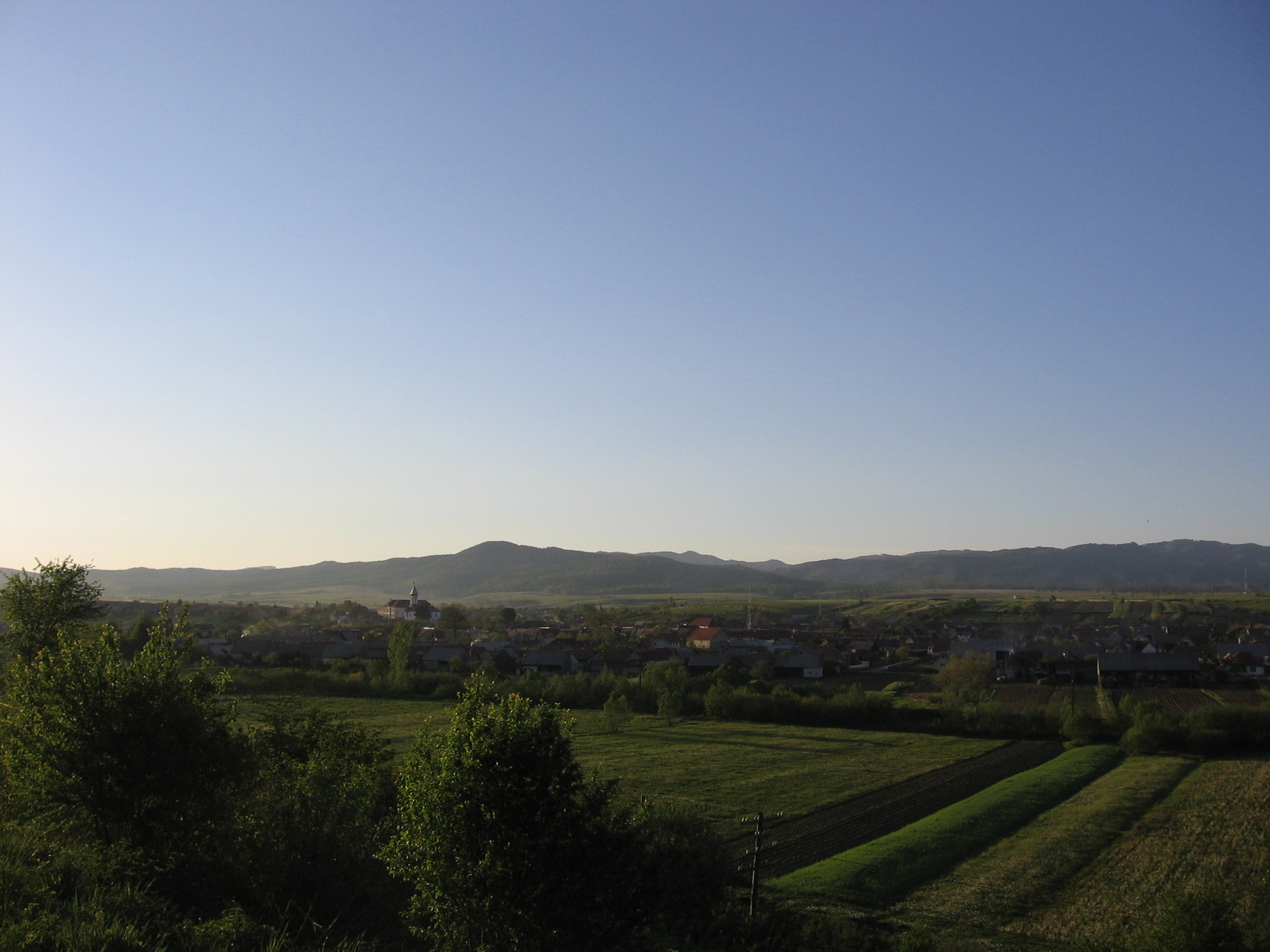
Blick auf Dumbrăvița
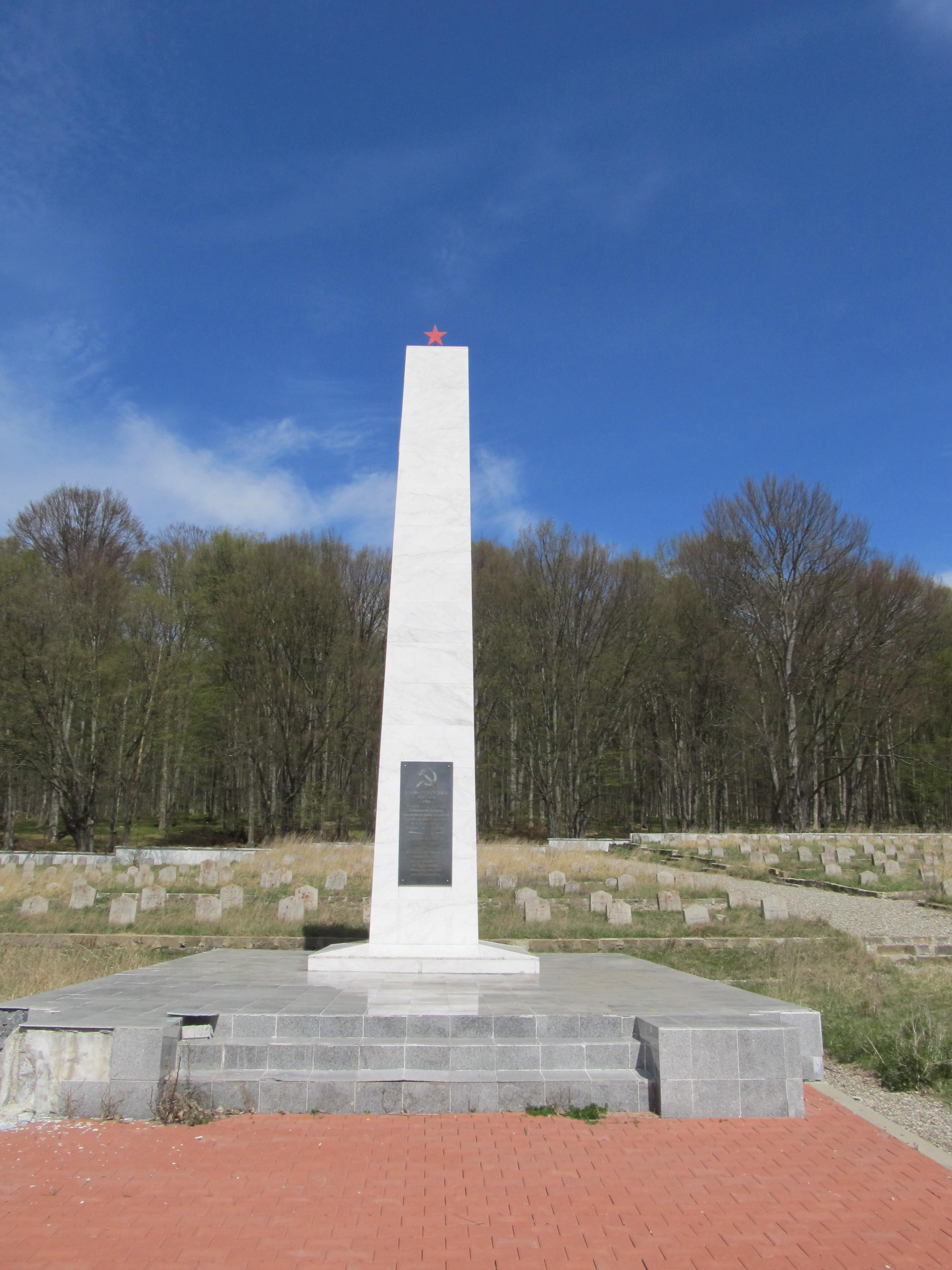
Russischer Heldenfriedhof

## Persönlichkeiten
- Dumitru Stăniloae (1903–1993), in Vlădeni geboren, Orthodoxer Theologe